# Вільхуватка (Полтавський район)
Вільхува́тка — село в Україні, у Чутівській селищній громаді Полтавського району Полтавської області. Населення становить 654 осіб. Колишній центр Вільхуватської сільської ради.

## Географія
Село Вільхуватка знаходиться на березі річки Орчик, вище за течією на відстані 2 км розташоване село Грякове, нижче за течією на відстані 2,5 км розташоване село Білухівка. У селі річка Вільхуватка впадає у річку Орчик.

## Історія
12 червня 2020 року, відповідно до розпорядження Кабінету Міністрів України № 721-р «Про визначення адміністративних центрів та затвердження територій територіальних громад Полтавської області», село увійшло до складу Чутівської селищної громади.
19 липня 2020 року, в результаті адміністративно — територіальної реформи та ліквідації Чутівського району, село увійшло до складу новоутвореного Полтавського району.

## Економіка
- ПСП «Дружба»

## Об'єкти соціальної сфери
- ЗДО «Зайчик»
- ЗОШ І-ІІ ст.
- Нова пошта
- Укрпошта

## Пам'ятки
- Пам'ятник Т-34-85.